# Oligonychus livschitzi
Oligonychus livschitzi är en spindeldjursart som beskrevs av P. Mitrofanov och Bossenko 1975. Oligonychus livschitzi ingår i släktet Oligonychus och familjen Tetranychidae. Inga underarter finns listade i Catalogue of Life.